# Sint-Vituskerk (Wetsens)
De Sint-Vituskerk is een kerkgebouw in Wetsens in de Nederlandse provincie Friesland.

## Geschiedenis
De kerk uit de 12e eeuw was oorspronkelijk gewijd aan Sint-Vitus. De romaanse tufstenen eenbeukige kerk heeft inwendig een halfrond en uitwendig een vijfzijdig gesloten koor. De noord- en zuidgevel worden geleed door een doorgaand spaarveld met afsluitend rondboogfries. In de zuidgevel rondboog- en spitsboogvensters. In de 16e eeuw kreeg de kerk een nieuwe kap en een nieuwe ingang. De vensters in het koor dateren uit 1836. Na de instorting van de toren werd in 1842 de westgevel driezijdig afgesloten en werd aan de buitenzijde een hangende klokkenstoel geplaatst. De kerk kreeg bij de restauratie in 1974, naar plannen van P.B. Offringa, aan de noordzijde een houten aanbouw. Het orgel is in 1933 geplaatst en afkomstig uit Sappemeer.

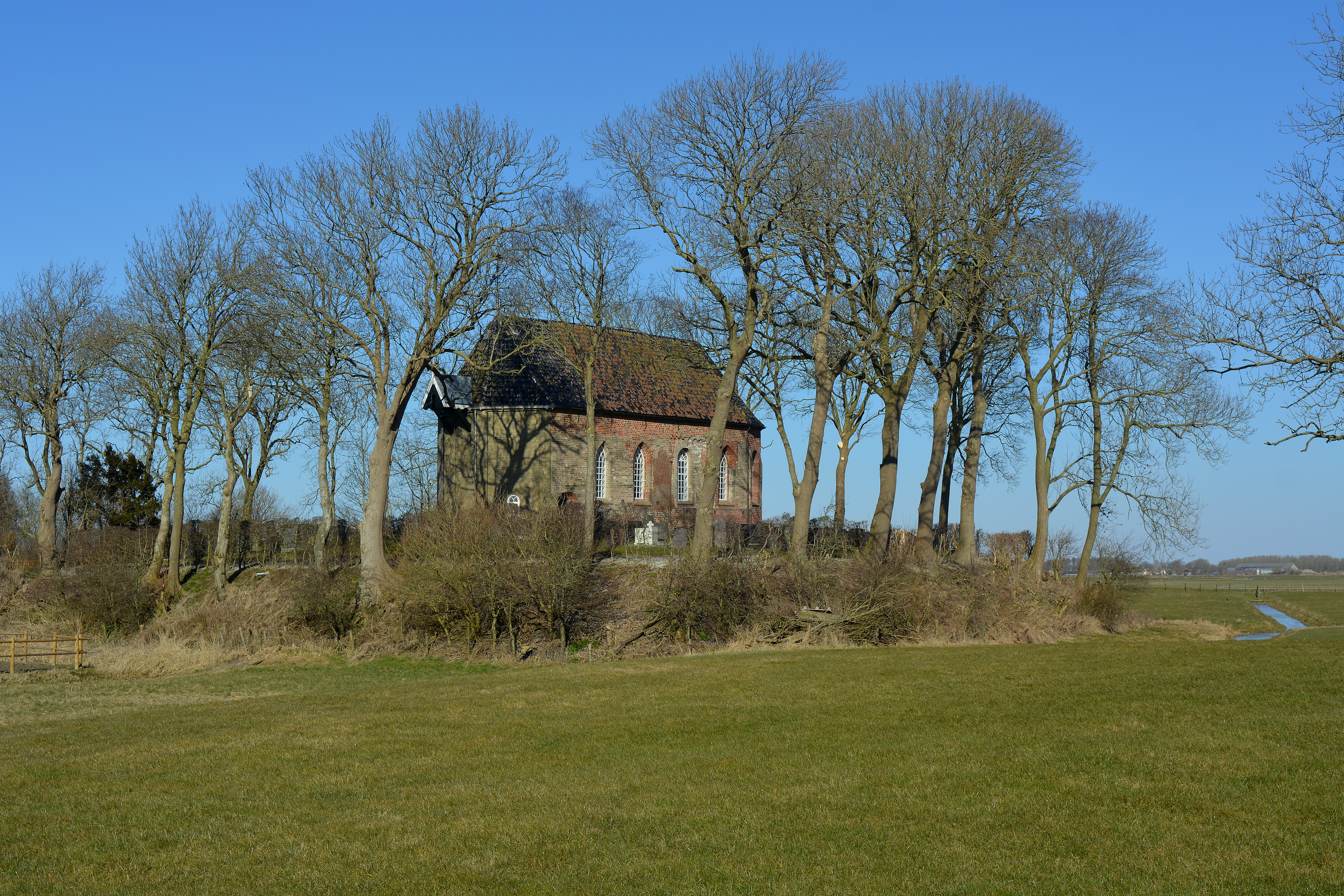
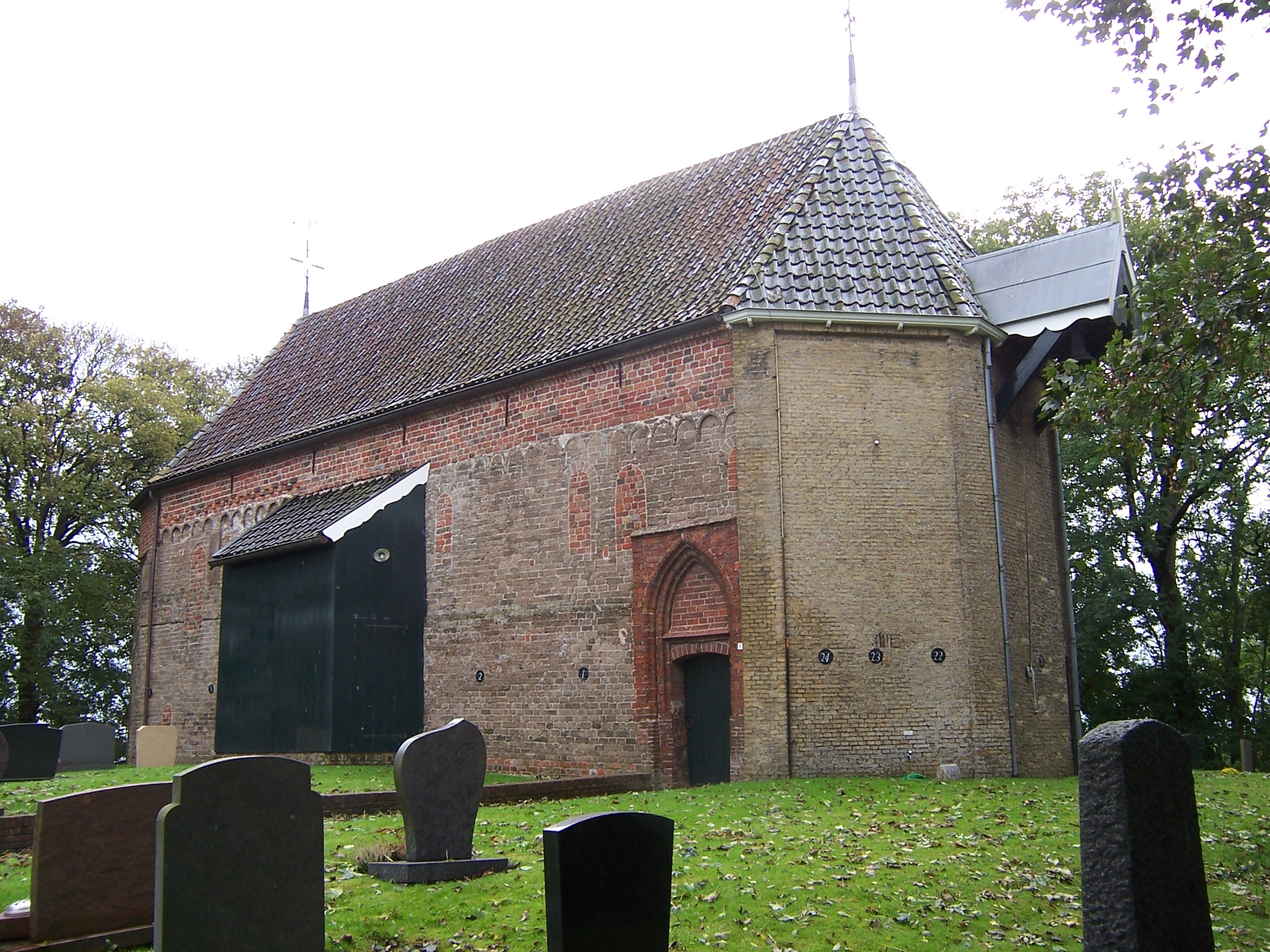
Noordzijde